# Фридрих IV (Нюрнберг)
Вижте пояснителната страница за други личности с името Фридрих IV.
Фридрих IV фон Цолерн-Нюрнберг (на немски: Friedrich IV, Burggraf von Nürnberg; * 1287; † 19 май 1332) от рода Хоенцолерн е бургграф на Нюрнберг от 1300 до 1332 г.

## Биография
Той е син на бургграф Фридрих III (1220 – 1297) и втората му съпруга принцеса Хелена от Саксония (1247 – 1309), дъщеря на саксонския херцог Албрехт I от фамилията Аскани и Хелена фон Брауншвайг-Люнебург.
Той поема на 15 март 1300 г. на 12 години службата бургграф, когато по-големият му бездетен брат Йохан I умира през 1300 г. след само тригодишно управление. Фридрих губи като кралски военачалник битката при Лука на 31 май 1307 г., при конфликт между крал Албрехт I от рода Хабсбурги и маркграфа на Майсен Фридрих „Ухапания“ и брат му маркграфа на Лужица, Дитрих IV от рода Ветини.
Той изпълнява успешно през 1310 г. задачата на крал Хайнрих VII Люксембургски да заведе в Прага неговия 14-годишен син Ян Люксембургски, на когото е дал короната на Бохемия. През 1322 г. Фридрих IV решава, като главен командир на войската на крал Лудвиг IV Баварски, успешно битката при Мюлдорф (на 28 септември 1322) и пленява хабсбургския геген-крал Фридрих Красивия от Австрия.
През 1331 г. Фридрих IV купува град Ансбах. След една година бургграф Фридрих умира, негов наследник става синът му Йохан II.

## Фамилия
Фридрих IV се жени на 2 август 1307 г. за Маргарета от Каринтия от рода Горица-Тирол († 1348), дъщеря на граф Албрехт фон Тирол († 1292), и внучка на херцог Майнхард II. Техните деца са:
- Хелена († сл. 14 ноември 1378), ∞ I: граф Ото VIII (VII) фон Ваймар-Орламюнде († 1334); ∞ II: 27 януари 1346 граф Хайнрих VIII (IX) фон Шварцбург († 1358)
- Йохан II (1309 – 1357), бургграф на Нюрнберг
- Конрад III фон Цолерн († 3 април 1334), бургграф на Нюрнберг
- Фридрих фон Цолерн-Нюрнберг († 1368), княжески епископ на Регенсбург (1340 – 1365)
- Анна († след 1340), ∞ ландграф Улрих I фон Лойхтенберг
- Маргарета († сл. 13 ноември 1382); ∞ 1332 граф Адолф I фон Насау-Висбаден-Идщайн († 1370)
- Агнес († сл. 20 февруари 1364), ∞ 1. 1336 граф Бертхолд IV фон Нойфен-Марщетен-Грайзбах; 2. ок. 1343 граф Албрехт II фон Верденберг-Хайлигенберг
- Албрехт Красивия († 4 април 1361), бургграф на Нюрнберг
- Бертхолд фон Цолерн-Нюрнберг (1320 – 1365), княжески епископ на Айхщет (1351 – 1365), канцлер на император Карл IV
- Катарина († сл. 11 март 1373), ∞ 1338 за граф Еберхард I фон Вертхайм († 1373)